# TR-Verlagsunion

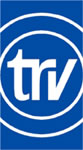
Langjähriges Logo der TR-Verlagsunion, verwendet bis 2002

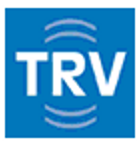
Letztes Logo der TR-Verlagsunion (2003–2006)

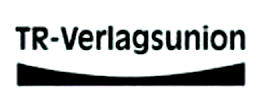
Älterer Schriftzug an der Unterseite von Telekolleg I/II Büchern

Die TR-Verlagsunion GmbH, eine Tochter des Südwestrundfunk (SWR), war ein Unternehmen in München, das Begleitmaterial vor allem für die Erwachsenenbildung, z. B. für das Telekolleg vertrieb. In der Regel handelte es sich um Lehrbücher, CD-ROMs, DVDs, Videokassetten und Sprachkassetten.
Neben dem SWR waren auch der Bayerische Rundfunk (BR) und zwölf Verlage Gesellschafter. Außerdem wurden Sendetexte veröffentlicht unter der Bezeichnung Tele-Manuskriptdienst. Sprachkassetten erschienen mit dem Logo tr audio, welches in schwarz gehalten ist und dem Logo ähnelt, das bis 2002 verwendet wurde.
Die TR-Verlagsunion (T = Television, R = Radio) wurde 1968 auf Initiative des damaligen Intendanten des Bayerischen Rundfunks Christian Wallenreiter gegründet. Sie wurde später liquidiert und hatte daher ihren Geschäftsbetrieb am 15. Dezember 2006 eingestellt.